# Schaephuysen

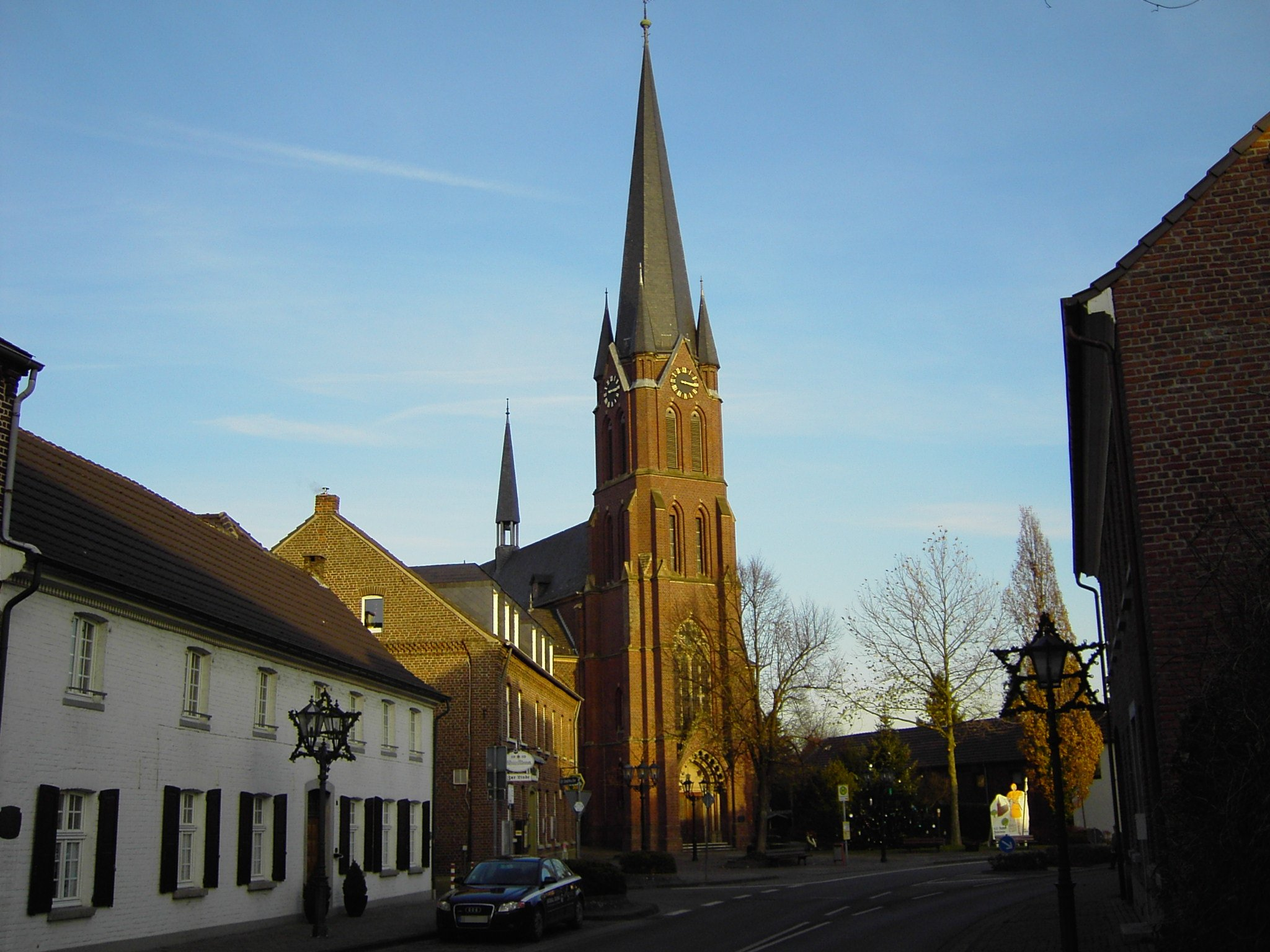
Katholische Pfarrkirche St. Hubertus

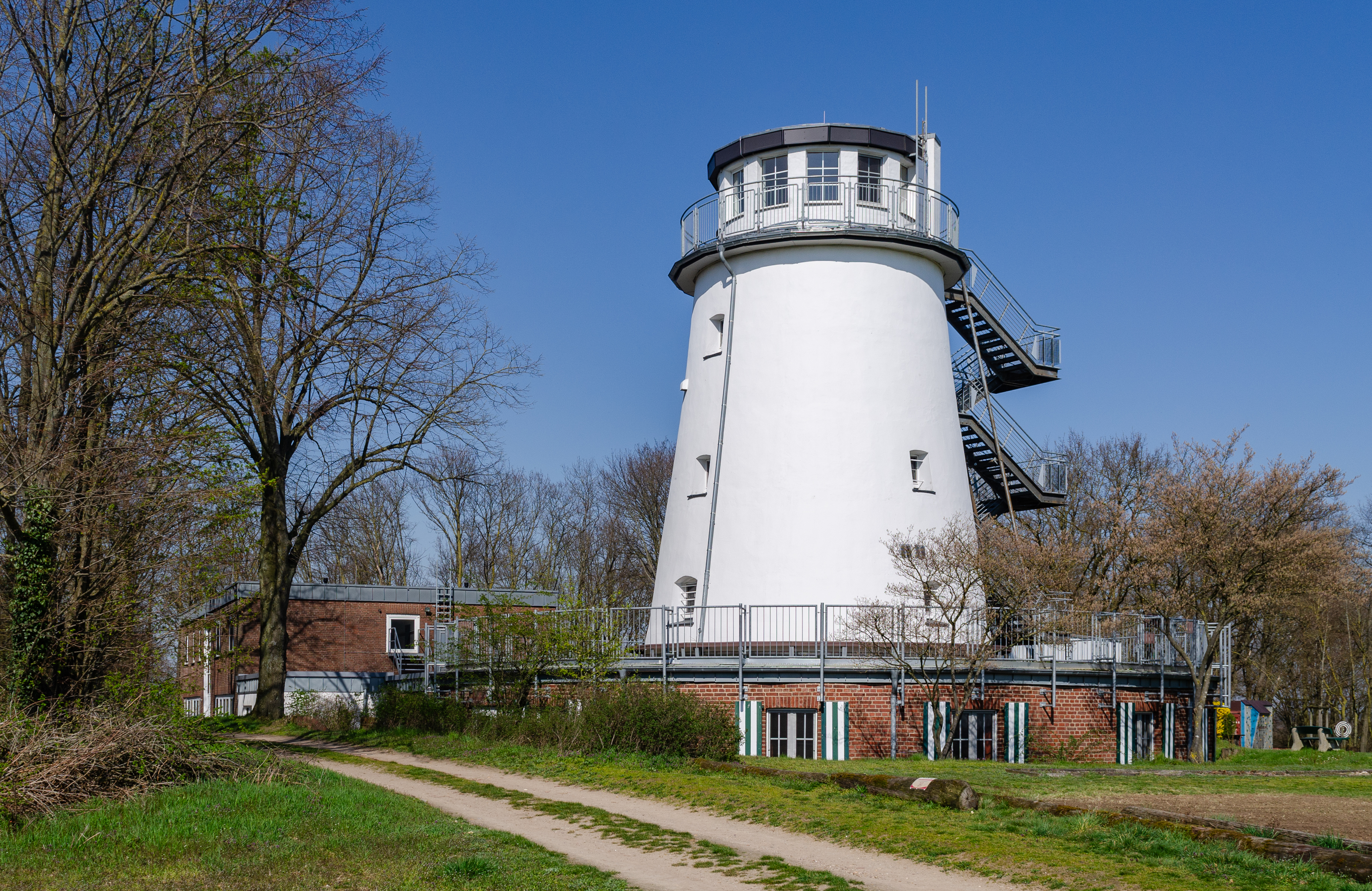
Ehemalige Turmwindmühle, heutige Jugendbildungsstätte St. Michaelturm

Schaephuysen [ˈʃaːphyːzn̩] (Dehnungs-e), bis 1969 eine eigenständige Gemeinde, zuletzt im Amt Rheurdt und dem Kreis Moers, ist heute ein Ortsteil der Gemeinde Rheurdt im Kreis Kleve in Nordrhein-Westfalen.
Zum Ortsteil Schaephuysen gehören Neufeld sowie die Bauerschaften Saelhuysen-Finkenberg und Lind.
Im Ort befindet sich die 1896 im neugotischen Stil erbaute Pfarrkirche St. Hubertus.

## Geschichte
Schaephuysen gehörte bis 1713 zum Herzogtum Geldern, kam dann zu Preußen und stand von 1798 bis 1814 unter französischer Herrschaft. Während dieser Zeit bildete Schaephuysen eine Mairie nach französischem Vorbild und gehörte zum Kanton Moers im Arrondissement Krefeld des Rur-Departements. Nachdem 1814 der gesamte Niederrhein auf dem Wiener Kongress dem Königreich Preußen zugeschlagen wurde, kam Schaephuysen 1816 zum Kreis Rheinberg, 1823 zum Kreis Geldern und 1857 zum Kreis Moers. Aus der Mairie Schaephuysen der Franzosenzeit wurde die preußische Bürgermeisterei Schaephuysen.
Am 1. Juli 1969 wurde Schaephuysen in die Gemeinde Rheurdt eingegliedert.

## Naturraum
Nach dem Ort sind die Schaephuysener Höhen benannt. Diese bilden einen Teil des Niederrheinischen Höhenzuges, der als Endmoränenzug in der Saale-Eiszeit entstand und sich mit Unterbrechungen von Krefeld bis Nijmegen erstreckt. Dieser Höhenzug verursacht bei Starkregen im Sommer eine gewisse Hochwassergefahr. Auch sind die Äcker auf dem Höhenzug stark erosionsgefährdet.
Die einstige Windmühle auf dem Schaephuysener Höhenzug wurde zur Jugendbildungsstätte St. Michaelturm umgebaut.

## Vereinsleben
Von den im Dorf ansässigen Vereinen wurden vor allem die Jugendfeuerwehr und die Faustballer auf überregionaler Ebene bekannt. Unter anderem war der SV Schaephuysen im Jahre 2005 Ausrichter der Bundesmeisterschaft der männlichen Jugend (15–16 Jahre) im Hallenfaustball und belegte dort selbst den 6. Platz. Zudem erfreut sich der Tischtennisverein großer Beliebtheit. Dieser schaffte im Jahr 2009 den Aufstieg in die Herren-Regionalliga (dritthöchste deutsche Spielklasse). Auch der Reitverein RuFV Tönisberg-Schaephuysen zählt mit vielen aktiven Mitgliedern zu den erfolgreichsten des Kreises. Zweitgrößter Sportverein in Schaephuysen ist der Tennisclub mit über 200 aktiven Freizeit- und Breitensportlern.
Besonders erfolgreich war auch der Verein für Gartenkultur und Heimatpflege, der im Jahr 1977 die Goldmedaille auf Bundesebene im Wettbewerb „Unser Dorf soll schöner werden“ holte. Seither wurden in diesem Wettbewerb weitere Preise gewonnen, zuletzt kürte die Jury des Bundesministeriums für Ernährung und Landwirtschaft auch Schaephuysen mit Gold auf Bundesebene im Jahr 2019.
Großer Beliebtheit im kulturellen Dorfleben erfreut sich auch seit über 60 Jahren  der Marine-Spielmannszug 1954. Die Auftritte des Marine-Spielmannszuges bei Schützen- und Stadtfesten reichen von Buxtehude bis Neustadt an der Weinstraße und machen den Ortsnamen Schaephuysen weit über die Gemeindegrenzen hinaus bekannt.

## Festival
Seit 2016 findet jährlich auf dem Marktplatz das Musikfestival Schaephuysen Heimspiel statt. 2018 hatte das Festival, dessen Einnahmen stets karitativen Zwecken zugutekommen, 1.600 Zuschauer und war damit ausverkauft.

## Söhne und Töchter des Ortes
- Viktor Josef Dammertz (1929–2020), Benediktinerabt, Bischof von Augsburg (1993–2004)
- Hans-Jakob Tebarth (* 1957), Historiker